# Karanghaur
Karanghaur is een bestuurslaag in het regentschap Bekasi van de provincie West-Java, Indonesië. Karanghaur telt 3548 inwoners (volkstelling 2010).